# Schloss Lanquais

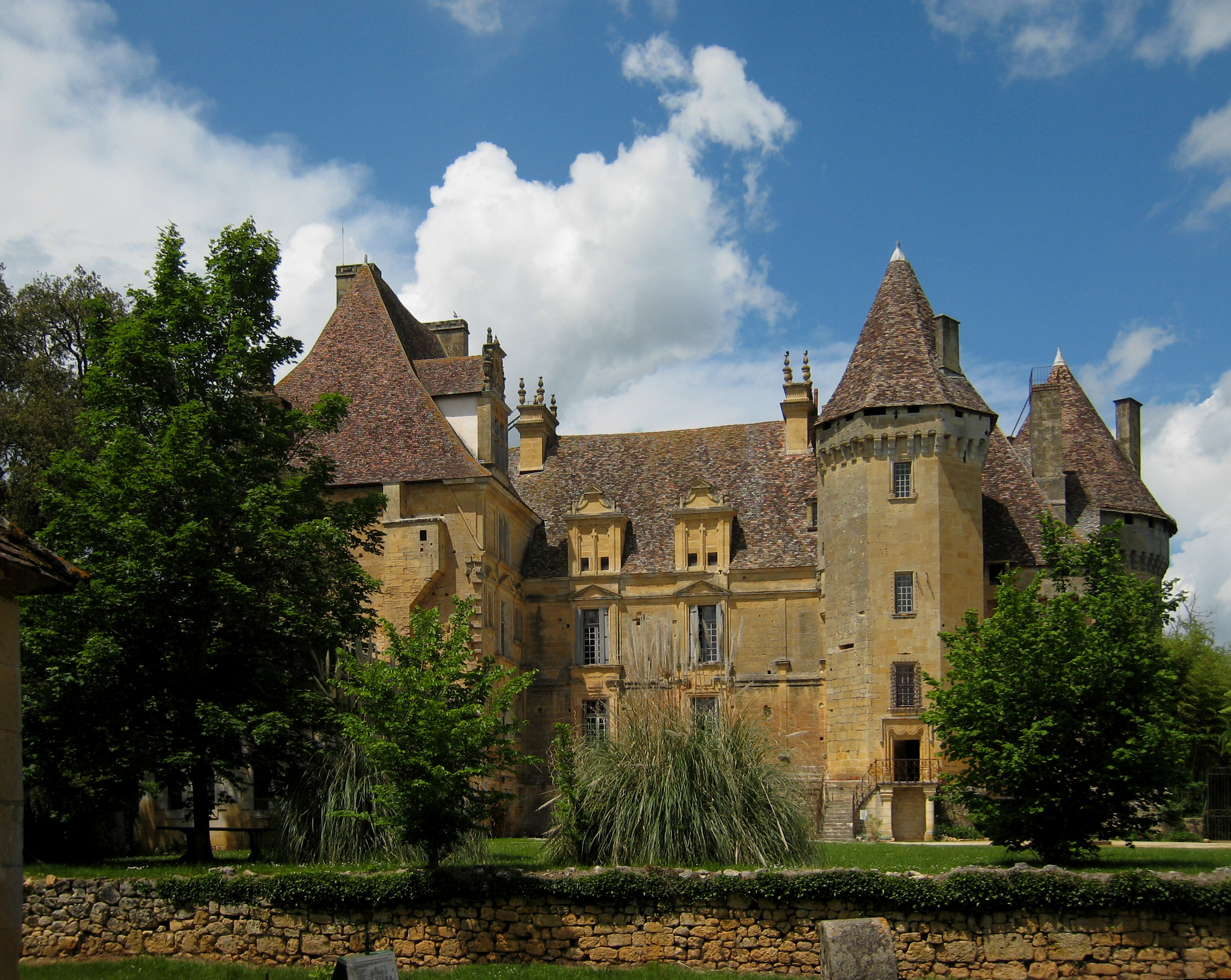
Schloss Lanquais

Das Schloss Lanquais liegt im Département Dordogne des französischen Périgord nahe dem Ort Lanquais.
Eine Ulmenallee führt durch den Park zum Eingangstor des Anwesens. Das Bauwerk zeigt sich stilistisch zweigeteilt. Mittelalterlich ist der Rundturm einschließlich eines restlichen Traktes und eines Treppenturms am östlichen Ende des Gebäudes. Die zeitliche Zugehörigkeit lässt sich am Wehrgang und den Pechnasen dieses Teils erkennen. An ihn schließt sich ohne Übergang ein während der Religionskriege im späten 16. Jahrhundert errichtetes Renaissancegebäude an, das mit charakteristischen Fenstern, Lukarnen, Einrahmungen und Giebeln ausgestattet ist. Für dieses Gebäude hatte sich der Bauherr den Pariser Louvre zum Vorbild genommen. An dem abrupten Wechsel des Baustils wird, ähnlich wie in Schloss Brissac an der Loire, die damals übliche Praxis sichtbar, alte Bauwerke „Stück für Stück“ umzugestalten.
Der Umbau des Schlosses Lanquais ist Galhiot de La Tour, Lehnsherr von Limeuil und Hauptmann des Königs, zuzuschreiben. Er war mit den Medici verwandt, und seine Schwester, Isabelle de Limeuil, gehörte zu einer Gruppe adliger Spioninnen, die im Auftrag der Königinmutter Katharina von Medici hochrangige Hugenotten aushorchten. Schloss Lanquais bildete in diesem Zusammenhang das katholische Gegenstück zur nahen Protestantenhochburg Bergerac. Isabelle wurde bei ihrer Spionagetätigkeit ungewünscht schwanger und korrigierte den Fehltritt, indem sie den königlichen Banquiers Sardini heiratete. Zugleich musste sie jedoch 1577 die Belagerung des Familienschlosses durch den calvinistisch bekehrten Henri de La Tour d’Auvergne erdulden. Die Einschusslöcher sind noch heute an der Fassade zu sehen. Der Belagerer wurde elf Jahre später der Erbe von Lanquais.
Beachtenswert sind die Möbel aus dem 18. Jahrhundert sowie eine große Schlossküche.